# Wereldkampioenschappen schaatsen afstanden 2013 - 1000 meter mannen
De 1000 meter mannen op de wereldkampioenschappen schaatsen afstanden 2013 werd gereden op vrijdag 22 maart 2013 in het ijsstadion Adler Arena in Sotsji, Rusland.
Waar van tevoren met name Shani Davis en de Nederlandse deelnemers als kanshebbers gezien werden, was het de relatief onbekende Kazachse rijder Denis Koezin die verrassend de snelste tijd neerzette en wereldkampioen werd.

## Plaatsing
De regels van de ISU schrijven voor dat er maximaal 24 schaatsers zich plaatsen voor het WK op deze afstand. Geplaatst zijn de beste veertien schaatsers van het wereldbekerklassement, aangevuld met de tien tijdsnelsten waarbij alleen tijden gereden in de wereldbeker of het wereldkampioenschap sprint meetellen. Achter deze 24 namen wordt op tijdsbasis nog een reservelijst van maximaal zes namen gemaakt.
Aangezien het aantal deelnemers per land beperkt is beperkt tot een maximum van drie, telt de vierde (en vijfde etc.) schaatser per land niet mee voor het verloop van de ranglijst. Het is aan de nationale bonden te beslissen welke van hun schaatsers, mits op de lijst, naar het WK afstanden worden afgevaardigd.
Pekka Koskela en Mika Poutala zegden af en namens Finland startte alleen Tommi Pulli als vervanger. Lee Kyou-hyuk had deel mogen nemen namens Zuid-Korea, maar deed dat niet. Van deze afzeggingen profiteerde het Noorse duo Hvammen en Rukke dat oorspronkelijke reserve was.

## Statistieken

### Uitslag
| #      | Naam                      | Land | Tijd      |
| ------ | ------------------------- | ---- | --------- |
| Goud   | Denis Koezin              | KAZ  | 1.09,14   |
| Zilver | Mo Tae-bum                | KOR  | 1.09,24   |
| Brons  | Shani Davis               | USA  | 1.09,30   |
| 4      | Kjeld Nuis                | NED  | 1.09,42   |
| 5      | Zbigniew Bródka           | POL  | 1.09,45   |
| 6      | Samuel Schwarz            | GER  | 1.09,72   |
| 6      | Mirko Nenzi               | ITA  | 1.09,72   |
| 8      | Stefan Groothuis          | NED  | 1.09,83   |
| 9      | Brian Hansen              | USA  | 1.09,91   |
| 10     | Haralds Silovs            | LAT  | 1.10,19   |
| 11     | Dmitri Lobkov             | RUS  | 1.10,31   |
| 12     | Aleksej Jesin             | RUS  | 1.10,42   |
| 13     | Denny Morrison            | CAN  | 1.10,45   |
| 14     | Jamie Gregg               | CAN  | 1.10,47   |
| 15     | Nico Ihle                 | GER  | 1.10,62   |
| 16     | Daniel Greig              | AUS  | 1.10,69   |
| 17     | Jevgeni Lalenkov          | RUS  | 1.10,72   |
| 18     | Tyler Derraugh            | CAN  | 1.11,14   |
| 19     | Benjamin Macé             | FRA  | 1.11,18   |
| 20     | Espen Aarnes Hvammen      | NOR  | 1.11,42   |
| 21     | Christoffer Fagerli Rukke | NOR  | 1.11,70   |
| 22     | Mitchell Whitmore         | USA  | 1.12,70   |
| 23     | Tommi Pulli               | FIN  | 1.12,81   |
| NF     | Mark Tuitert              | NED  | DNF (val) |

### Loting
| Rit | Binnenbaan                | Buitenbaan           |
| --- | ------------------------- | -------------------- |
| 1   | Christoffer Fagerli Rukke | Jevgeni Lalenkov     |
| 2   | Tommi Pulli               | Espen Aarnes Hvammen |
| 3   | Mitchell Whitmore         | Mirko Nenzi          |
| 4   | Daniel Greig              | Dmitri Lobkov        |
| 5   | Benjamin Macé             | Haralds Silovs       |
| 6   | Jamie Gregg               | Zbigniew Bródka      |
| 7   | Mo Tae-bum                | Brian Hansen         |
| 8   | Mark Tuitert              | Nico Ihle            |
| 9   | Denis Koezin              | Stefan Groothuis     |
| 10  | Tyler Derraugh            | Aleksej Jesin        |
| 11  | Samuel Schwarz            | Denny Morrison       |
| 12  | Shani Davis               | Kjeld Nuis           |

1996 · 
1997 · 
1998 · 
1999 · 
2000 · 
2001 · 
2003 · 
2004 · 
2005 · 
2007 · 
2008 · 
2009 · 
2011 · 
2012 · 
2013 · 
2015 · 
2016 · 
2017 · 
2019 ·
2020 ·
2021 ·
2023 ·
2024 ·
2025